# Archie Cochrane
Archibald (Archie) Leman Cochrane (Kirklands, 12 januari 1909 – Dorset, 18 juni 1988) was een Schotse arts en pionier op het gebied van evidence-based medicine (EBM, 'geneeskunde op basis van bewijs').

## Periode voor de Tweede Wereldoorlog
Cochrane werd geboren in Kirklands, Galashiels, Schotland op 12 januari 1909, als oudste van vier kinderen, in een gezin van rijke textielfabrikanten. Hij verloor zijn vader, Walter Francis Cochrane, op jonge leeftijd toen deze op 19 april 1917 sneuvelde in de Tweede Slag om Gaza tijdens de Eerste Wereldoorlog. Kort daarna overleed ook zijn jongere broer Walter aan de gevolgen van tuberculose. Zijn tweede broer, Robert, stierf op 21-jarige leeftijd in een motorongeluk. Dit maakte de relatie met zijn zus Helen erg hecht, en het waren haar zoon en schoondochter, Joe en Maggie Stalker, die voor Cochrane zouden zorgen in de laatste jaren voor zijn dood op 18 juni 1988.
Op 22-jarige leeftijd vatte Cochrane zijn universitaire studies aan in Cambridge. Tussen 1933 en 1934 studeerde en onderging hij eveneens psychoanalyse in Berlijn, Wenen en Den Haag, en na een onderbreking als vrijwillig medisch zorgverlener in de Spaanse Burgeroorlog, studeerde Cochrane uiteindelijk af als arts aan University College Hospital, Londen in 1938.

## Krijgsgevangenschap tijdens de Tweede Wereldoorlog
In 1940 brak de Tweede Wereldoorlog uit en Cochrane trad in dienst als kapitein in het Royal Army Medical Corps. Hij werd krijgsgevangen genomen in Kreta op 1 juni 1941 en in het krijgsgevangenenkamp van Saloniki (en daarna ook in Hildburghausen, Elsterhorst en Wittenberg-am-Elbe) kreeg hij als Duitssprekend arts medische verantwoordelijkheid voor de andere gevangenen.
Als medisch verantwoordelijke in het Saloniki-kamp stelde hij in de zomer van 1941 een hoge sterfte vast bij gevangenen met hongeroedeem. In de veronderstelling dat het oedeem (vochtophoping in het lichaam) te wijten was aan eiwittekort, verzocht Cochrane de Duitse kampleiding om betere voeding te serveren. Dit verzoek werd geweigerd. Cochrane herinnerde zich dan echter dat oedeem ook veroorzaakt kan worden door een tekort aan vitamine B1, de zogeheten natte beriberi. Om zijn hypothese te testen, besloot Cochrane om twintig krijgsgevangenen met oedemen tot boven de knie te selecteren als proefpersonen. Hij verdeelde deze personen in een groep die biergist (rijk aan vitamine B) kreeg en een placebogroep die vitamine C kreeg. Hij hield dit experiment geheim en kocht de nodige gist zelf op de zwarte markt.
"Ik koos 20 mannen uit, allemaal vroege twintigers, allemaal uitgemergeld en met oedemen boven de knie. Ik zette er telkens 10 in een kleine zaal. Ze ontvingen allemaal het standaardrantsoen, maar degenen in de ene zaal kregen drie keer per dag een gistsupplement (ik moest mijn eigen reserve aan Grieks geld aanspreken om het op de zwarte markt te kopen). In de andere zaal kregen ze elke dag één vitamine C-tablet ... Het was mijn bedoeling om het urinevolume te meten, maar dat bleek onmogelijk. Ik kon niet aan emmers geraken, dus moest ik voortgaan op frequentiemetingen. Elke man hield bij hoeveel keer hij moest urineren per 24 uur. Ik hield de hele zaak geheim. Ik verwachtte, en vreesde, een mislukking. Elke ochtend noteerde ik de cijfers. De eerste twee dagen was er geen verschil tussen de zalen; op de derde dag bleek er een klein verschil; en op de vierde dag was het duidelijk. Daarenboven voelden acht van de tien mannen in de ‘gistzaal’ zich beter, terwijl niemand van de ‘vitaminezaal’ zich beter voelde. Ik schreef het neer en stapte ermee naar de Duitsers om 1.30u ( ... ) Een jonge Duitse arts vroeg me beleefd wat ik wilde en ik antwoordde: ‘Onmiddellijk veel gist, zo snel mogelijk een beter dieet, en de snelle evacuatie van het kamp."
Het aantal krijgsgevangenen met hongeroedeem daalde drastisch toen de Duitsers gist verstrekten en de calorie-inname verhoogden tot 800 cal/dag.
Cochranes ervaringen als medisch lid van de Internationale Brigades tijdens de Spaanse Burgeroorlog en later als krijgsgevangene tijdens de Tweede Wereldoorlog in Griekenland en Duitsland, leerden hem dat een groot deel van de toenmalige geneeskunde niet voldoende bewijs had om het gebruik ervan te rechtvaardigen
Hij zou later zeggen, "Ik had nog nooit van 'randomised controlled trials' gehoord, maar ik wist dat er geen echt bewijs was dat wat we te bieden hadden een effect had op tuberculose, en ik was bang dat ik het leven van sommige van mijn vrienden verkortte door onnodige interventie". Dit leidde hem ertoe om zijn naoorlogse carrière te wijden aan het promoten van de wetenschappelijke methode in de medische gemeenschap.

## Naoorlogse carrière
Na afloop van de oorlog ontving Cochrane de onderscheiding "Member of the Most Excellent Order of the British Empire" van de Britse koning George VI voor zijn 'dapper en opmerkelijk' gedrag in de kampen. In 1946 won hij ook een Rockefeller Fellowship (een beurs uitgereikt door de Rockefeller Foundation) waarmee hij zich specialiseerde in de preventieve geneeskunde aan de London School of Hygiene & Tropical Medicine. Daar werd zijn interesse in epidemiologie en gerandomiseerd onderzoek met controlegroep verder gewekt door zijn leermeester, professor Austin Bradford Hill.
In 1947, tijdens het tweede deel van zijn fellowship, ging Cochrane naar Philadelphia in de VS om daar onderzoek te verrichten in de Henry Phipps Clinic naar de radiologische beeldvorming van longtuberculose. Hij bestudeerde in het bijzonder de verschillen tussen de interpretaties van röntgenfoto's door verschillende radiologen; de zogenaamde interobserver variability (variatie tussen waarnemers), een levenslange interesse van Cochrane.
In 1948 keerde hij terug naar het Verenigd Koninkrijk om te werken op de Pneumoconiose-eenheid van het Medical Research Council in Penarth, nabij Cardiff in Zuid-Wales. Daar ging hij van start met een reeks klinische surveys van longziekten bij mijnwerkers in de koolmijngebieden rond Rhondda Fach — dit zouden grondleggende studies worden voor het gebruik van gerandomiseerd onderzoek met controlegroep (RCT, 'Randomised Controlled Trial').
Door het enorme succes van zijn aanpak werd hij door het Medical Research Council verzocht om een nieuwe Epidemiologie-eenheid op te starten. Hij werd daarom in 1960 aangesteld als hoogleraar in tuberculose en longziekten aan de "Welsh National School of Medicine" (tegenwoordig Cardiff University School of Medicine) en negen jaar later werd hij de directeur van de "Epidemiology Research Unit" in Cardiff.
In 1971 werd Cochrane uitgenodigd om de prestigieuze Rock Carling-lezing aan Harvard te geven. Het boek dat uit deze lezing voortvloeide, Effectiveness and Efficiency: Random Reflections on Health Services (voor het eerst in 1972 gepubliceerd), werd meteen erg invloedrijk. In het boek ijverde hij ervoor dat het autoriteitsprincipe, dat nog vaak in de geneeskunde gold, vervangen diende te worden door het principe van gevalideerd proefondervindelijk onderzoek om de doeltreffendheid van medische behandelingen te bepalen. Volgens een recensie in het British Medical Journal is "de held van het boek [...] het gerandomiseerd gecontroleerd onderzoek, en de schurken zijn de clinici in het "zorg"-gedeelte van de National Health Service (NHS), die erin falen om zulk onderzoek te verrichten of erin slagen om de resultaten te negeren als ze niet bij hun vooropgezette ideeën passen".
Eind jaren 70 begon Cochrane ook het groeiend belang in te zien van een systematisch overzicht van alle uitgevoerde trials: "Het is zonder twijfel een zware aanklacht voor ons vak dat we nog geen kritisch overzicht hebben samengesteld, per specialiteit en subspecialiteit, dat regelmatig wordt bijgewerkt, van alle relevante gerandomiseerde gecontroleerde trials".
Deze oproep leidde er mee toe dat een aantal jaar na zijn dood de Cochrane Collaboration werd opgericht, een wereldwijde non-profitorganisatie van duizenden artsen, epidemiologen en statistici die een almaar groeiende database van grondig beoordeelde systematische overzichten elektronisch ter beschikking stelt van de medische gemeenschap in de Cochrane Database of Systematic Reviews, het voornaamste onderdeel van de Cochrane Library.

## Kritiek op psychoanalyse
Als jongeman, in de periode na zijn studies in Cambridge, begon Cochrane zich zorgen te maken over zijn persoonlijke seksuele ontwikkeling. Hij leed aan anejaculatie, een pathologische aandoening waarbij men niet meer kan ejaculeren. Hij kon op weinig sympathie rekenen van de Britse artsen die hij raadpleegde, wat hem ertoe aanzette om in 1931 naar Duitsland te reizen om daar psychoanalyse te ondergaan bij Theodor Reik, een van de eerste en meest prominente studenten van Sigmund Freud. Aanvankelijk vonden deze sessies plaats in Berlijn, maar omdat Theodor Reik een jood was en Adolf Hitler aan zijn opmars was begonnen in Duitsland, volgde Cochrane Reik eerst naar Wenen en vervolgens naar Den Haag naarmate de dreiging van Hitler groeide. De psychoanalyse had bij hem geen succes en de aandoening bleef hem voor de rest van zijn leven parten spelen. Zijn verblijf in Europa leverde hem echter wel een enorme talenkennis op die hem later in de kampen van pas zou komen, evenals een diepe haat voor het fascisme, en een uitermate sceptische houding tegenover niet alleen psychoanalyse, maar alle proefondervindelijk pover onderbouwde theorieën. In zijn latere leven zou Cochrane het hele domein van de psychiatrie veroordelen "voor het gebruiken van een groot aantal therapieën waarvan de doeltreffendheid niet bewezen is" en die "kortweg ondoeltreffend" zijn.

## Overlijden en autobiografie
Cochrane stierf in 1988 na een slepende ziekte ten gevolge van kanker. Zijn leven staat beschreven in een autobiografie die hij samen met Max Blythe schreef: One Man's Medicine: An Autobiography of Professor Archie Cochrane (1989). In het overlijdensbericht voor het British Medical Journal dat hij zelf pende, beschreef hij zichzelf als "een man met ernstige porfyrie die te veel rookte en die het moest doen zonder de troost van een vrouw, een religieus geloof of een prijs voor verdienste - maar hij heeft het nog niet zo slecht gedaan."
Zijn zus Helen zou pas in 2002 overlijden, mede dankzij de tussenkomst van haar broer die een initiële diagnose van dementie bij haar in vraag stelde. Verder onderzoek leidde tot de ontdekking dat zowel zijn zus als Archie Cochrane zelf aan porfyrie leden, een potentieel levensbedreigende erfelijke aandoening. Omdat hij zich zorgen maakte dat andere leden van zijn familie ook de aandoening zouden kunnen hebben, verzocht hij 153 verwanten om monsters van hun urine en stoelgang. 152 van hen stuurden de monsters. Over deze anekdote zei Iain Chalmers, een van de stichtende leden van de Cochrane Collaboration, dat ze "de essentie van Archie Cochrane in een notendop samenvat".